# Никитин, Александр Никитич (политик)
Алекса́ндр Ники́тич Ники́тин (24 августа 1892, Тувси, Казанская губерния — 4 марта 1942, Казань) — советский государственный деятель; Председатель президиума ЦИК Чувашской АССР (1929—1937).
В 1937 году арестован по делу «чувашской буржуазно-националистической организации».

## Биография
Окончил Цивильское городское училище, в 1912 году экстерном сдал экзамены на звание учителя начальной школы. В 1912—1917 годы работал в сельских школах.
После Февральской революции избирался в органы земства; в июне 1917 года был делегатом 1-го Всероссийского съезда крестьянских депутатов (от крестьян Цивильского уезда).
Участвовал в создании местных органов советской власти; в октябре 1918 вступил в РКП(б). В 1918—1922 годы заведовал отделом управления, отделом народного образования Цивильского уездного исполкома советов. Был уполномоченным Чувашского представительства при Президиуме ВЦИК по борьбе с голодом.
В 1922—1925 годы — заведующий отделом управления и заместитель председателя областного исполкома советов Чувашской автономной области, в 1925—1927 — народный комиссар просвещения, в 1927—1929 — секретарь ЦИК, с марта 1929 по октябрь 1937 — председатель президиума ЦИК Чувашской АССР. Вышел на пенсию.
В 1937 году обвинялся в буржуазном национализме и контрреволюционных действиях.
4 февраля 1939 года был арестован по обвинению в руководстве антисоветской буржуазно-националистической организацией Чувашии, в активном ведении контрреволюционной борьбы против партии и Советского правительства. Умер в больнице казанской тюрьмы 4 марта 1942 года от рака желудка с метастазами в области пищевода и кишечника. 

## Некрография
23 мая 1942 года Секретно-политическим отделом НКВД Чувашской АССР по статье 584 УК РСФСР дело было прекращено «за смертью обвиняемого».
Реабилитирован 5 сентября 1955 года КГБ при Совете Министров Чувашской АССР: постановление 1942 года НКВД Чувашской АССР о прекращении дела отменено; уголовное дело по обвинению А. Н. Никитина прекращено за отсутствием в его действиях состава преступления.

## Награждён
- орден Ленина[2].

## Адреса
Чувашская АССР, г. Цивильск, ул. Ворошилова, д.3.

## Комментарии
1. ↑  Ныне — в Цивильском районе Чувашии.